# Alfa Romeo Spider Monoposto
De Alfa Romeo Spider Monoposto is een conceptauto van het Italiaanse autohuis Alfa Romeo uit 1992. De auto is ontworpen door Zagato en werd het uitgangspunt voor de latere Alfa Romeo GTV.